# دانیل لوین
دانیل مارک لوین (عبری: דניאל "דני" מארק לוין‎؛ ۱۴ مهٔ ۱۹۷۰ – ۱۱ سپتامبر ۲۰۰۱)؛ ریاضی‌دان و کارآفرین آمریکایی-اسرائیلی، و یکی از بنیانگذاران شرکت اینترنتی آکامای بود. بر اساس گزارش گزارش کمیسیون ۱۱ سپتامبر اعتقاد بر این است لوین که یکی از مسافران پرواز شماره ۱۱ امریکن ایرلاینز بود، توسط سطام السقامی، از هواپیماربایان آن پرواز، با چاقو کشته شد و بدین ترتیب به‌عنوان اولین قربانی حملات ۱۱ سپتامبر شناخته می‌شود.